# Schadnager
Schadnager ist eine Sammelbezeichnung für eine Gruppe von Nagetieren, die im Gartenbau, in der Tierhaltung und insgesamt in der Siedlungshygiene als Schädlinge eingestuft werden. Für ihre Bekämpfung und Kontrolle gibt es in Deutschland umfangreiche Regelungen von zuständigen Behörden.
Die wichtigsten Schadnager sind:
Von den Echten Mäusen die
- Wanderratte
- Hausratte
- Hausmaus

Von den Wühlmäusen die 
- Feldmaus
- Erdmaus
- Schermaus

Ihre Bekämpfung spielt auch eine Rolle etwa in der Direktvermarktung landwirtschaftlicher Erzeugnisse. Ihre Bekämpfung dient auch der Kontrolle von Infektionskrankheiten und ist auch in der Tierhygiene vorgeschrieben; so schreibt sowohl die Schweinehaltungshygieneverordnung als auch die Salmonellenverordnung die Schadnagerbekämpfung vor.